# 6011 Tozzi
6011 Tozzi (1990 QU5) là một tiểu hành tinh vành đai chính được phát hiện ngày 29 tháng 8 năm 1990 bởi H. E. Holt ở Palomar.